# Ik heb je lief (Stef Bos)
Ik heb je lief is een nummer van de Nederlandse zanger Stef Bos. Het nummer verscheen als de tiende track op zijn tweede studioalbum Tussen de liefde en de leegte uit 1992.

## Achtergrond
Ik heb je lief is geschreven door Bos zelf en geproduceerd door Boudewijn de Groot. Bos raakte geïnspireerd om het nummer te schrijven nadat hij op televisie beelden van de Joegoslavische oorlogen zag. Hij beschouwt het als een van zijn beste nummers.
Ik heb je lief is nooit als single uitgebracht, maar is toch uitgegroeid tot een van de bekendste werken van Bos. In 1993 ontving hij voor het nummer de Pall Mall Exportprijs. Daarnaast staat het nummer sinds 2005 genoteerd in de NPO Radio 2 Top 2000, met plaats 628 in 2007 als hoogste notering. In 2014 maakte Bos een nieuwe versie van het nummer met rapper Diggy Dex voor diens album Do It Yourself. Deze versie draagt de titel Liever.

## NPO Radio 2 Top 2000
| Nummer met noteringen in de NPO Radio 2 Top 2000 | '05  | '06 | '07 | '08  | '09 | '10 | '11 | '12 | '13 | '14 | '15  | '16  | '17  | '18  | '19  | '20  | '21  | '22  | '23  | '24  |
| ------------------------------------------------ | ---- | --- | --- | ---- | --- | --- | --- | --- | --- | --- | ---- | ---- | ---- | ---- | ---- | ---- | ---- | ---- | ---- | ---- |
| Ik heb je lief                                   | 1145 | 680 | 628 | 1071 | 779 | 829 | 801 | 913 | 810 | 920 | 1057 | 1495 | 1757 | 1747 | 1645 | 1153 | 1702 | 1884 | 1905 | 1925 |

1. ↑  Een vetgedrukt getal geeft de hoogste notering aan.
2. ↑  2005 was het eerste jaar met een notering voor dit nummer.